# Ускршњи етно фестивал у Пољани
Ускршњи етно фестивал у Пољани је туристичко — културна манифестација организована у духу народног стваралаштва, обичаја, културе и традиције, са намером да се обичаји не забораве, као што су стари занати, ручни радови, фолклор, спремање традиционалних јела, народне ношње, одеће и обуће из прошлих времена. Одржава се у порти манастира Сестрољин у Пољани, другог дана Ускрса.
Приређивачи су Туристичка организација Пожаревца, Месна заједница Пољана, Црквена општина Пољана и КУД „Младост” Пољана, а покровитељ Пожаревац. Отварајући Ускршњи етно фестивал 2021. Саша Павловић, заменик градоначелника Пожаревца, је истакао да се сваке године за време одржавања ове манифестације уводе новине, а истовремено је циљ подсећање духовних корена, предака и очување баштине. Наводи да фестивал окупља госте и из осталих крајева Србије, али и оне који живе у иностранству, тако да садржи међународни карактер.

## Историја
Пре него што је сазидана црква 1897. године, у периоду после Другог српско–турског рата и Другог српског устанка, народ Пољане се окупљао у засеоку Рудеж, другог дана Ускрса, и тада су свештеници из манастира Заова доносили и причешћивали оне који нису могли првог дана да присуствују литургији. Ускршњи етно фестивал у Пољани се развио појавом потребе и циљем приближавања светиње народу, неговању традиције кроз храну, пиће, игру и песму. Сваке године се бира најлепше уређени штанд, најоригиналније јело, најлепше ускршње јаје, а одржава се и такмичење у куцању ускршњим јајима. Манифестација сваке године почиње Светом литургијом, након отварања следи етно–изложба, културно–уметнички програм, дегустирање припремљене хране, културно–уметнички програм, а завршава се ватрометом.